# Francja Vichy

Osobista flaga Philippe’a Pétaina, Szefa Państwa Francuskiego (Francji Vichy), którego stała się nieoficjalnym symbolem

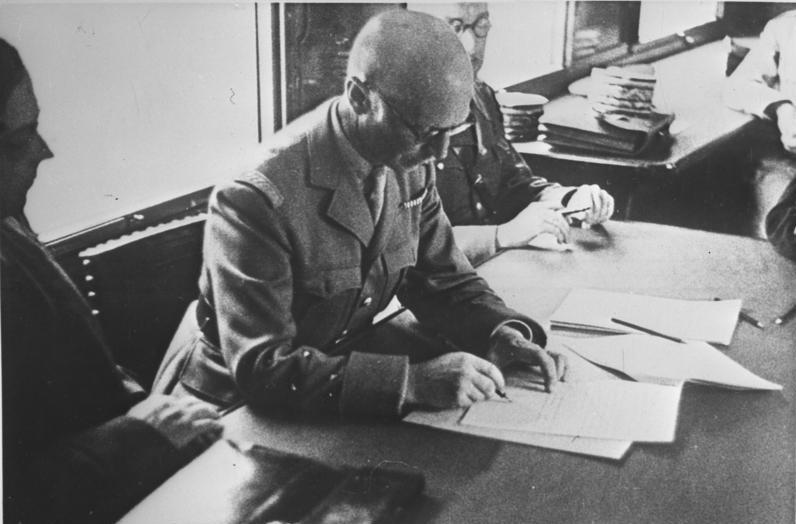
Generał Charles Huntziger podpisujący w imieniu Francji dokument zawieszenia broni z Niemcami. Las Compiègne, 22 czerwca 1940 roku

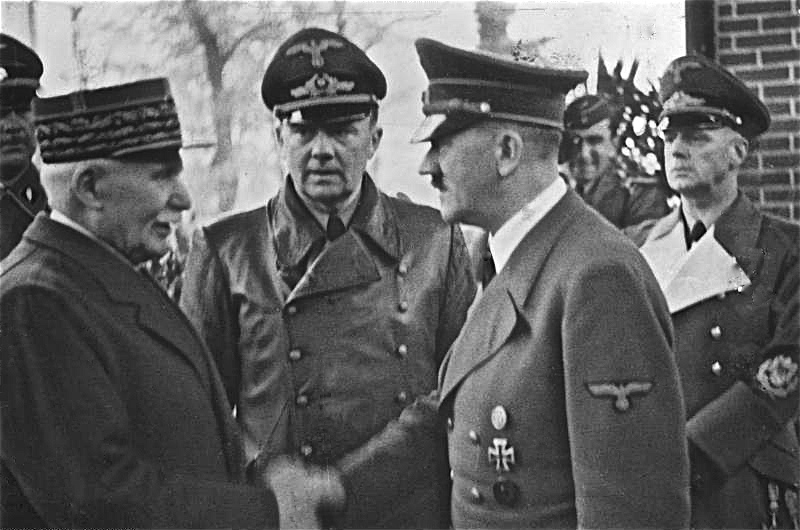
Philippe Pétain i Adolf Hitler. Spotkanie w Montoire 21 października 1940 roku

Francja Vichy (fr. La France de Vichy), oficjalna nazwa Państwo Francuskie (fr. L’État français) – potoczne określenie państwa francuskiego, istniejącego w latach 1940–1944 (faktycznie do listopada 1942 – do momentu pełnej okupacji wojskowej) ze stolicą (od 1 lipca 1940) w Vichy (ob. w regionie Owernia-Rodan-Alpy, w departamencie Allier).

## Utworzenie
Państwo powstało w konsekwencji ustawy Zgromadzenia Narodowego III Republiki o nadzwyczajnych pełnomocnictwach dla premiera Francji, marszałka Francji Philippe’a Pétaina po klęsce Francji w kampanii 1940 roku. Jako kontynuacja III Republiki zostało oficjalnie uznane przez większość społeczności międzynarodowej, z wyjątkiem Wielkiej Brytanii.
Zgodnie z warunkami zawieszenia broni podpisanego przez gen. Charles’a Huntzingera ze strony francuskiej i gen. Wilhelma Keitla ze strony niemieckiej w dniu 22 czerwca 1940, blisko 2/3 powierzchni Francji znalazło się pod okupacją niemiecką. Pozostała część Francji, jej protektoraty i kolonie miały pozostać nieokupowane przez Niemców i Włochów. Vichy zachowała we Francji metropolitalnej liczącą ok. 105 tys. żołnierzy armię bez ciężkiego sprzętu (czołgów, samochodów pancernych, ciężkiej artylerii), które zostały w większości wydane III Rzeszy lub ewakuowane na terytoria zamorskie i liczącą ponad 200 tysięcy żołnierzy armię w Algierii Francuskiej oraz koloniach (Francuska Afryka Zachodnia i Równikowa, Syria i Liban, Indochiny Francuskie). Francja pozostawała również w posiadaniu czwartej co do siły (po Royal Navy, US Navy i Nippon Kaigun) floty wojennej świata, rozmieszczonej częściowo w Tulonie, częściowo w portach Afryki Francuskiej (Mers-el-Kebir koło Oranu, Dakar).
Zebrane w Tuluzie Zgromadzenie Narodowe Republiki (Senat i Izba Deputowanych łącznie) udzieliło 10 lipca 1940 r. nadzwyczajnych pełnomocnictw premierowi, marszałkowi Pétain, który na ich podstawie ogłosił się „głową państwa francuskiego”. Ustawa o pełnomocnictwach została uchwalona przygniatającą większością głosów (569 głosów „za” przy 80 „przeciw” przy 30 wstrzymujących się od głosu). Tego samego dnia prezydent Republiki Albert Lebrun, nie składając jednak formalnej rezygnacji, przekazał swoje uprawnienia na rzecz Pétaina, który następnego dnia zdymisjonował prezydenta i ogłosił się głową państwa. III Republika Francuska dobiegła w ten sposób kresu – rozpoczął się okres Francji Vichy. Vichy ogłosiła neutralność w toczącej się wojnie.
We władzach najważniejszą rolę odgrywali marszałek Philippe Pétain oraz premier Pierre Laval. W roku 1941 Pétain, próbując rozszerzyć swą samodzielność, odsunął od władzy proniemieckiego Lavala, powierzając jego obowiązki admirałowi François Darlanowi, który dysponował jedynym realnym atutem Francji Vichy – francuską marynarką wojenną.
W 1941 Vichy podpisało układ z USA. W listopadzie 1942 po rozpoczęciu okupacji przez Wehrmacht „strefy nieokupowanej”, rozbrojeniu armii francuskiej we Francji metropolitalnej oraz po przejściu admirała Darlana oraz oddziałów w Algierii i koloniach na stronę aliantów faktyczną władzę w administracji Vichy uzyskał Pierre Laval, który po zamordowaniu admirała przez monarchistę zlikwidował jego stanowisko (minister pełnomocny rządu) i objął rządy niemalże dyktatorskie.

## Polityka antyżydowska
W pierwszym okresie funkcjonowania państwa (do 1943 roku), kiedy Francja Vichy posiadała sporą wewnętrzną autonomię, jej władze podjęły pomimo braku nacisków ze strony III Rzeszy zakrojoną na szeroką skalę kampanię antyżydowską. Bezpośrednio po utworzeniu państwa zniesiono przepisy piętnujące antyżydowskie wypowiedzi w prasie (27 sierpnia 1940). Później przyjmowano coraz bardziej restrykcyjne ustawy antysemickie, ograniczające możliwości zatrudnienia Żydów i ich aktywność społeczną (3 października 1940, 2 czerwca 1941).
Bezpośrednio po zajęciu Francji przez Niemcy w 1941 roku w strefie okupowanej rozpoczęły się „łapanki” Żydów. Hitlerowcy założyli, iż francuska policja zatrzyma około 22 tys. Żydów na terenie Paryża, a następnie wywiezie ich do obozów umieszczonych wokół Paryża jak obozy w: Drancy, Compiègne, Pithiviers i obóz przejściowy w Beaune-la-Rolande. Akcja została jednak zrealizowana w mniejszym wymiarze i ostatecznie 16 lipca aresztowano 12 884 osoby, w tym 5082 kobiety oraz 4051 dzieci.

### Kolaboracja
Kolaboracja oprócz regularnego opłacania i utrzymania armii okupacyjnej, polegała na produkcji zbrojeniowej na rzecz Rzeszy, kontyngentach żywnościowych przekazywanych w zamian za „obligacje” Rzeszy na poczet odszkodowań wojennych Francji wobec Niemiec oraz masowych dobrowolnych wyjazdach do pracy w Rzeszy (w tym do niemieckich zakładów zbrojeniowych) – do których zachęcały władze Vichy. W praktyce Francja finansowała w ten sposób w znacznej części wysiłek zbrojeniowy III Rzeszy. Kolaboracja obejmowała również zorganizowany współudział policji francuskiej, francuskiej milicji faszystowskiej (kierowanej przez Josepha Darnanda) i cywilnej administracji francuskiej (Rene Bousqueta) w ustalaniu list proskrypcyjnych i organizowaniu deportacji Żydów (np. znana jedyna w okresie 1940–1942 na terytorium Vichy obława antyżydowska z lipca-sierpnia 1942 – obława Vel d’Hiv w Paryżu), a także współpracę z Gestapo w walce z Resistance. W Indochinach Francuskich Japonia, okupując je wojskowo w sierpniu 1940 r., zachowała francuską administrację cywilną, która współpracowała z wojskami japońskimi do marca 1945 roku.

## Armia Rozejmowa

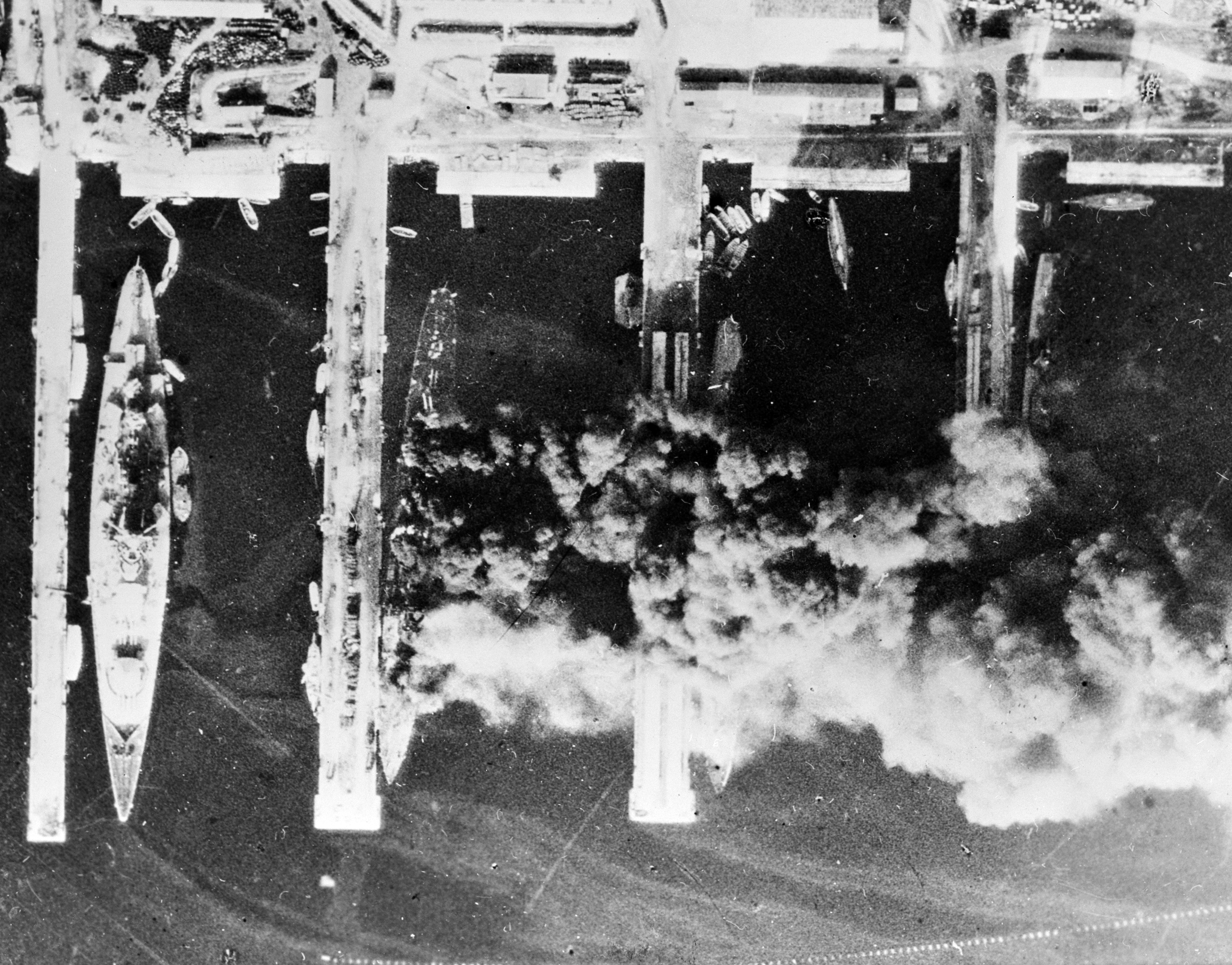
Samozatopienie floty francuskiej w Tulonie 28 listopada 1942 – zdjęcie lotnicze RAF

Państwo Vichy posiadało własne wojsko – słabo uzbrojoną armię metropolitalną (brak broni ciężkiej, minimalne siły pancerne i lotnicze) liczącą 100 tysięcy żołnierzy oraz armię kolonialną, dobrze wyposażoną (głównie dzięki ewakuowaniu przed zawieszeniem broni dużej ilości wszelakiego sprzętu wojskowego do posiadłości zamorskich), liczącą 200 tysięcy żołnierzy. Istniało, chociaż zredukowane liczebnie, stosunkowo nowoczesne lotnictwo. Działał zakamuflowany przed Niemcami kontrwywiad francuski, zaś generalicja Armii Rozejmowej utrzymywała kontakt ze zbiegłym z niewoli niemieckiej przy pomocy wywiadu francuskiego generałem Henri Giraudem, którego ekstradycji do III Rzeszy Vichy oficjalnie odmówiła. Wojskowi francuscy reprezentujący Vichy, które do listopada 1942 było oficjalnie państwem neutralnym, utrzymywali stały kontakt i wymieniali informacje wywiadowcze z ambasadorem USA, którym był admirał William Daniel Leahy. W nieokupowanej strefie Francji działały placówki wywiadu polskiego (zarówno Oddział II Sztabu Generalnego WP, jak i Akcja Kontynentalna), prowadzone były nasłuch i dekryptaż niemieckiej komunikacji radiowej przez grupę polskich kryptologów.
Najsilniejsza była marynarka wojenna, nadal jedna z największych na świecie – zarówno alianci, jak i hitlerowskie Niemcy nie chciały dopuścić, aby dostała się w ręce wroga lub działała na jego korzyść. Część okrętów marynarki Vichy została unieszkodliwiona przez Royal Navy podczas operacji Catapult w Mers el-Kebir i w czasie późniejszych incydentalnych starć w koloniach francuskich w Afryce (operacja Menace, bitwa pod Casablanką). Wojska Vichy stawiały opór aliantom zdobywającym kolonie francuskie: Syrię (operacja Exporter), Madagaskar (operacja Ironclad), Maroko i Algierię (operacja Torch). Chęć przejęcia francuskiej floty stała się jedną z przyczyn zajęcia Vichy przez wojska niemieckie w listopadzie 1942 roku. Zadanie to nie powiodło się – większość jednostek została zatopiona w Tulonie przez samych Francuzów, nieliczne zdołały uciec. Armia francuska w metropolii przestała istnieć, zaś w Algierii i koloniach przeszła stopniowo na stronę aliantów. Oficerowie i żołnierze Armii Rozejmowej w kraju stanowili trzon wiernej gen. Giraud’owi Organizacji Ruchu Oporu Armii, która w roku 1944 współtworzyła FFI. Niektórzy wstąpili jednak do nowo utworzonej kolaboracyjnej Milicji Francuskiej.

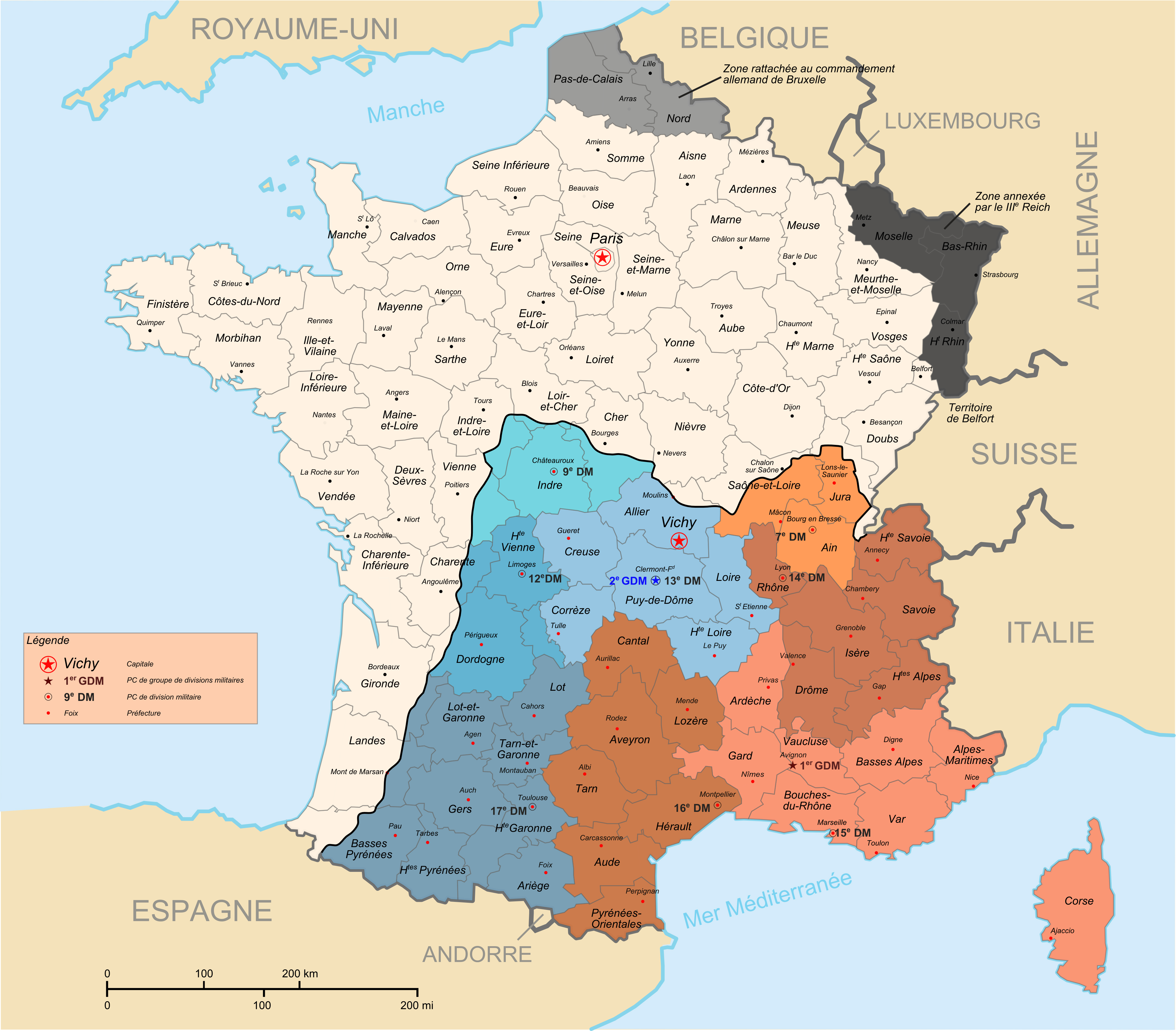
Rozmieszczenie wojsk Vichy w kraju i ich podział

Armia Rozejmowa w kraju posiadała osiem dywizji wojskowych podzielonych na dwie grupy:
- 1 Grupa Dywizji Wojskowych (Awinion)
  - 7 Dywizja Wojskowa (Bourg-en-Bresse)
  - 14 Dywizja Wojskowa (Lyon)
  - 15 Dywizja Wojskowa (Marsylia)
  - 16 Dywizja Wojskowa (Montpellier)
- 2 Grupa Dywizji Wojskowych (Clermont-Ferrand)
  - 9 Dywizja Wojskowa (Châteauroux)
  - 12 Dywizja Wojskowa (Limoges)
  - 13 Dywizja Wojskowa (Clermont-Ferrand)
  - 17 Dywizja Wojskowa (Tuluza)

## Podział administracyjny

Mapa Francji Vichy, z obszarem Francji nieokupowanym (na niebiesko) i okupowanym (na czerwono). Podział ten obowiązywał do 1942 r.

Francja od rewolucji dzieli się na departamenty. Cywilna administracja francuska została zachowana w okresie 1940–1944 zarówno na terenie okupowanym, jak i nieokupowanym (z wyjątkiem Alzacji i Lotaryngii, które zostały przyłączone do Rzeszy).

## Życie codzienne
Barwny obraz życia codziennego Francji Vichy przynosi dziennik Andrzeja Bobkowskiego z lat 1940–1944.

## Krainy i współczesne regiony w Vichy
1. Owernia
2. Bourbonnais
3. Sewenny
4. Rodan-Alpy
5. Sabaudia
6. Langwedocja
7. Roussillon
8. Prowansja
9. Korsyka

## Posiadłości zamorskie
| Lp. | Nazwa terytorium           | Okres zarządzania | Lokalizacja               | Status polityczny    | Niepodległość | Komentarz                                                    |
| --- | -------------------------- | ----------------- | ------------------------- | -------------------- | ------------- | ------------------------------------------------------------ |
| 1.  | Algieria Francuska         | 1940-1943         | Afryka Północna           | terytorium zamorskie | 1962          | od 1943 okupacja brytyjsko-amerykańska                       |
| 2.  | Francuska Afryka Równikowa | do sierpnia 1940  | Afryka Środkowa           | federacja            | 1960          | od sierpnia 1940 Wolna Francja                               |
| 3.  | Francuska Afryka Zachodnia | 1940-1943         | Afryka Zachodnia          | federacja            | 1960          | od 1943 Wolna Francja                                        |
| 4.  | Indochiny Francuskie       | 1940              | Azja Południowo-Wschodnia | federacja            | 1954          | oddane „tymczasowo” pod zarząd japoński (faktycznie do 1945) |
| 5.  | Komory                     | 1940–1942         | Afryka Południowa         | protektorat          | 1975          | od 1942 Wolna Francja                                        |
| 6.  | Liban                      | 1940–1941         | Azja, Bliski Wschód       | terytorium mandatowe | 1946          | od 1941 Wolna Francja                                        |
| 7.  | Madagaskar                 | 1940–1942         | Afryka Południowa         | terytorium zamorskie | 1960          | od 1942 Wolna Francja                                        |
| 8.  | Maroko Francuskie          | 1940-1943         | Afryka Północna           | protektorat          | 1956          | od 1943 okupacja brytyjsko-amerykańska                       |
| 9.  | Somali Francuskie          | 1940–1941         | Afryka Wschodnia          | kolonia              | 1977          | od 1941 Wolna Francja                                        |
| 10. | Syria                      | 1940–1941         | Azja, Bliski Wschód       | terytorium mandatowe | 1946          | od 1941 Wolna Francja                                        |
| 11. | Tunezja Francuska          | 1940-1943         | Afryka Północna           | protektorat          | 1956          | od 1943 okupacja brytyjsko-amerykańska                       |

## Koniec

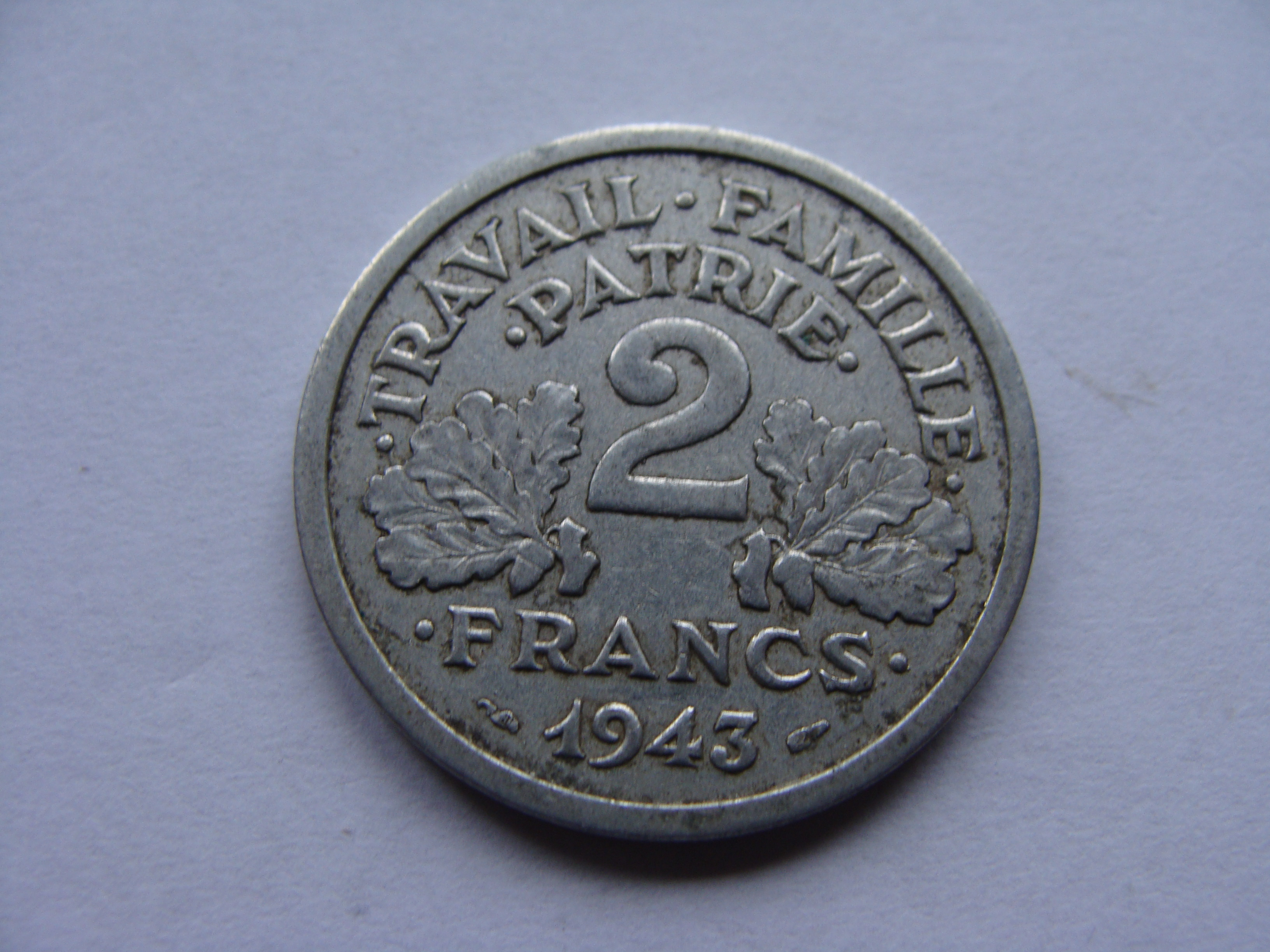
Moneta 2 franki z 1943 roku bita przez rząd Vichy z dewizą: Praca Rodzina Ojczyzna która zastąpiła dotychczas używaną dewizę Wolność Równość Braterstwo

Terytorium Vichy zostało zajęte przez Wehrmacht i Włochów w listopadzie 1942 roku po inwazji aliantów w Afryce Północnej (operacja Torch) oraz przejściu francuskich wojsk kolonialnych i oddziałów zamorskich Vichy na rozkaz admirała François Darlana na stronę koalicji antyhitlerowskiej. Niemcy obawiali się, że alianci wykorzystają Afrykę jako bazę do inwazji na południową Francję (14 listopada wkroczyli do strefy nieokupowanej). Armia i flota albo przestały istnieć, albo przeszły na stronę aliantów. Władze okupacyjne zastąpiły dotychczasowy zaciąg na roboty poborem przymusowym. We Francji nieokupowanej zaczęło działać Gestapo. Aresztowano i wywieziono do Niemiec także niektórych polityków Vichy, np. byłego ministra obrony Vichy Maxime’a Weyganda.
Po lądowaniu w Normandii w czerwcu 1944 roku i wyzwoleniu Paryża (w sierpniu 1944), 20 sierpnia 1944 roku Pétain i inni członkowie rządu Vichy zostali internowani przez okupacyjne władze niemieckie i przymusowo wywiezieni poprzez Belfort do Sigmaringen, gdzie do końca kwietnia 1945 funkcjonował marionetkowy „emigracyjny” rząd Francji. Po wojnie czołowi przywódcy Vichy zostali osądzeni za kolaborację.

## Rozliczenie
Po wyzwoleniu przyszedł czas na zapowiadane przez władze Wolnej Francji rozliczenie kolaborantów i zdrajców. Jego ograniczony zasięg spowodował u Francuzów częściowe wymazanie z pamięci czasów rządów Vichy. Ścigano niektórych aktywnych polityków (Pierre Laval, Joseph Darnand – skazani na karę śmierci) oraz niektórych intelektualistów popierających reżim (Louis-Ferdinand Céline). Marszałek Pétain początkowo również został skazany na śmierć, jednak ława przysięgłych wnioskowała o zmianę kary na dożywotnie pozbawienie wolności. Tak też się stało i Pétain pozostawał w więzieniu na wyspie Île d’Yeu do swojej śmierci w 1951. Oszczędzano administrację, policję, sądownictwo, wojsko i fachowców z różnych dziedzin gospodarki, kultury i nauki. Wielu zasłużonych dla Wolnej Francji generałów francuskich jak np. przyszli marszałkowie Francji Alphonse Juin czy Jean de Lattre de Tassigny służyło na odpowiedzialnych stanowiskach w Armii Rozejmowej, zaś w administracji Vichy pracowało wielu przyszłych członków Resistance, np. prezydent François Mitterrand czy premier Maurice Couve de Murville. Bohater Resistance zamordowany przez hitlerowców, twórca i pierwszy komendant Organizacji Ruchu Oporu Armii generał Aubert Frere w 1940 roku przewodniczył sądowi wojskowemu, który zaocznie skazał na śmierć generała Charles’a de Gaulle’a. Wynikało to po części z faktu, że nieokupowane państwo francuskie w czasie wojny nadal musiało funkcjonować, jak i ze świadomego działania generała de Gaulle’a, który dążył do tego, by przekonać świat i Francuzów, iż Francja nigdy się nie poddała i z wyjątkiem nielicznych zdrajców walczyła u boku aliantów. Vichy aż do listopada 1942 (operacja Torch) było oficjalnie uznawane m.in. przez USA, a do 30 czerwca 1941 – utrzymywało stosunki dyplomatyczne z ZSRR (zostały zerwane przez Vichy po ataku III Rzeszy na ZSRR). W Vichy znajdowały się placówki dyplomatyczne 32 państw. Uznawał je także Rząd RP na uchodźstwie, utrzymujący w Vichy do jesieni 1940 oficjalne przedstawicielstwo konsularne, a do 1942 nieoficjalne przedstawicielstwo dyplomatyczne. Zachowała się korespondencja dyplomatyczna, m.in. amerykańska. Związek Kombatantów I wojny światowej popierający marszałka Pétaina liczył 5 milionów członków. Nieoczekiwanym sojusznikiem okazała się do niedawna sroga dla kolaborantów Francuska Partia Komunistyczna. Jej władze mogły chcieć zatrzeć wspomnienie polityki, jaką prowadzili w czasie sojuszu ZSRR i III Rzeszy w latach 1939–1941 (od paktu Ribbentrop-Mołotow do agresji III Rzeszy na ZSRR). W trakcie wyzwalania Francji doszło jednocześnie do serii samosądów (z przyczyn osobistych i politycznych), motywowanych rzekomą kolaboracją ofiar.
Charles de Gaulle ze względu na to, że większość społeczeństwa francuskiego w okresie 1940 – listopad 1942 uważała nieokupowane Vichy za legalne państwo francuskie uznawane przez społeczność międzynarodową, odwołał się do popularnej we Francji tezy o uzupełniających rolach: swojej w Londynie i Philippe’a Pétaina w Vichy. Wszystkie te zabiegi ułatwiały Francuzom zapomnienie, że większość Francuzów – deputowanych parlamentu francuskiego, jak i większość społeczności międzynarodowej w okresie 1940–1942 uważała Vichy za legalne państwo francuskie. Wzmacniały próby rehabilitacji Pétaina, podejmowane co jakiś czas nie tylko przez dawnych podwładnych, ale też przez wojennych towarzyszy Charles’a de Gaulle’a oraz młodsze pokolenie francuskiej skrajnej prawicy. Świadomość, że nieokupowane Vichy było państwem, w którym w okresie 1940–1942 można było żyć w miarę spokojnie, bez deportacji, pacyfikacji i wywózek na roboty przymusowe wykluczała praktycznie możliwość ścigania francuskich zbrodniarzy wojennych oraz pamięć zarówno o współudziale urzędników francuskich w Holocauście, jak i o bohaterach Résistance, nierzadko katowanych i zabijanych przez funkcjonariuszy organów policyjnych Vichy.